# 许光
许光（1960年1月—），男，汉族，广东汕头人，中华人民共和国政治人物。华中师范大学物理系本科、硕士毕业。

## 生平
1976年9月参加工作，在湖北省罗田县三里桥公社锻炼。1978年3月，在华中师范大学物理系物理专业本科学习。1982年1月，任黄冈师范专科学校教师。1985年9月，在华中师范大学物理系物理专业硕士研究生学习。
1988年10月，任惠州市中欧电子有限公司副总经理助理。1990年1月加入中国共产党。1991年4月，任惠州市工业发展总公司引进部副主任、主任。1993年3月，任德赛实业总公司总经理。1993年7月，任惠州市工业发展总公司副总经理，德赛集团公司副总裁、党委副书记。1996年8月，任惠州市工业发展总公司总经理，德赛集团公司董事长、总裁、党委书记。
2001年9月，任惠州市人民政府副市长。2006年12月，任中共惠州市委常委、大亚湾开发区党委书记。2011年1月，任中共潮州市委副书记。2011年2月，任中共潮州市委副书记，市政府市长、党组书记。2011年8月，任中共潮州市委书记。2014年10月，接替落马的梁毅民，任中共茂名市委书记。2017年3月，任广晟公司董事长、党委书记。2019年1月，任广东省人大社会建设委员会主任委员。